# هری برادشاو (بازیکن فوتبال، زاده ۱۸۹۶)
هری برادشاو (انگلیسی: Harry Bradshaw؛ 8 August 1896 – اکتبر ۱۹۶۷) بازیکن فوتبال اهل پادشاهی متحد بریتانیای کبیر و ایرلند بود.